# Predrag Gosta
Predrag Gosta (Beograd, 14. siječnja 1972.), glazbenik, dirigent, čembalist i orguljaš.
Pohađa glazbenu školu u Beogradu od svoje šeste godine. Srednju školu započinje u Zagrebu, a završava je u Beogradu, gdje uskoro počinje studije na Muzičkoj akademiji. Godine 1996. odlazi u London, gdje diplomira na Trinity College of Music, a 1998. godine odlazi u SAD na postdiplomske studije. Živio je i radio u Atlanti, gdje je umjetnički direktor ansambla za ranu glazbu New Trinity Baroque, a ujedno i dirigent orkestra Gwinnett Ballet Theatre-a. Umjetnički je ravnatelj beogradskog Festivala rane glazbe od 1992. Od 2014. u Beogradu je intendant Nove beogradske opere a od 2015. dirigent Novog simfonijskog orkestra Makris. Nastupao s ansamblima Antiphonus, Hrvatskim baroknim ansamblom i horom Hrvatske radiotelevizije. Snimio je nekoliko CD-a.

## Diskografija
- Musorgski: Slike s izložbe & Rahmanjinov: Simfonijske igre (s Londonskim simfonijskim orkestrom), Edition Lilac 2016[2]
- Andreas Makris: Orkestralna djela (s Londonskim simfonijskim orkestrom), Edition Lilac, 2015
- Baroque Christmas (s New Trinity Baroque-om), Edition Lilac, 2011
- Vivaldi: Concertos (s New Trinity Baroque-om), Edition Lilac, 2010
- Händel: Arias (s New Trinity Baroque-om), Edition Lilac, 2010
- Pergolesi: Stabat Mater (s New Trinity Baroque-om), Edition Lilac 2008
- Carissimi: Jonas & Jephte (s New Trinity Baroque-om), Edition Lilac, 2007
- Charpentier: Messe de minuit, Händel: Koncerti za orgulje (s New Trinity Baroque-om), Edition Lilac, 2005
- Purcell: Didona i Eneja (s New Trinity Baroque-om), Edition Lilac, 2004
- Trio Sonatas & Chaconnas (s New Trinity Baroque-om), EMN, 2003
- Monteverdi i Marini: Il Pastor Fido (s Ansamblom Studija za ranu glazbu Beograd), STURAM, 1996

## Vanjske poveznice
- Osobna web stranica  Arhivirana inačica izvorne stranice od 21. lipnja 2008. (Wayback Machine)
- Web stranica New Trinity Baroque-a
- Web stranica Nove beogradske opere